# Shoji Nonoshita
Shoji Nonoshita (Ehime, 24 mei 1970) is een voormalig Japans voetballer.

## Carrière
Shoji Nonoshita speelde tussen 1993 en 1999 voor Gamba Osaka, Yokohama Flügels en Consadole Sapporo.